# 西慶州駅 (東海線)
西慶州駅（ソギョンジュえき）は、大韓民国慶尚北道慶州市にある韓国鉄道公社東海線の駅である。

## 歴史
- 1919年6月25日：金丈駅として開業[1]。
- 1935年12月16日：配置簡易駅に昇格。
- 1945年7月10日：標準軌に改軌とともに羅原駅に改称[2]。
- 1969年8月1日：無配置簡易駅に降格[3]。
- 1979年10月17日：現駅舎着工。
- 1980年4月1日：普通駅に昇格[4]。
- 1981年6月15日：貨物取扱開始[5]。
- 1992年11月1日：金丈信号場設置に伴い金丈三角線新設。
- 2008年1月1日：旅客取扱中止。
- 2010年11月1日：旅客取扱再開。
- 2010年11月16日：旅客取扱再中止。
- 2013年11月7日：釜山鎮起点114.8kmに変更[6]。
- 2016年4月29日：釜山鎮起点114.1kmに変更[7]。
- 2016年12月30日：東海南部線が東海線に編入。
- 2017年12月18日：貨物取扱中止[8]。
- 2021年8月26日：釜山鎮起点113.2kmに変更[9]。
- 2021年12月28日：東海線・中央線の新線切り替えに伴い中央線の西慶州駅は廃止されるが、東海線の新線上に羅原駅の代替として同名の駅が改称[10]。

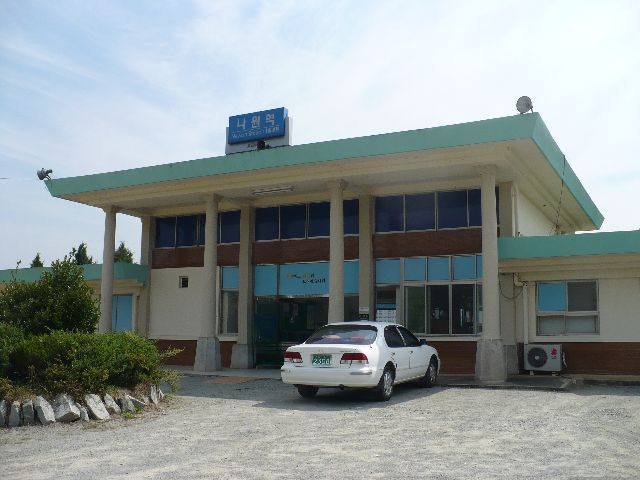
旧羅原駅駅舎(2008年9月)

## 隣の駅
韓国鉄道公社
東海線
慶州駅 - （牟梁駅）- 西慶州駅 - 安康駅